# Lista celor mai lungi poduri din lume

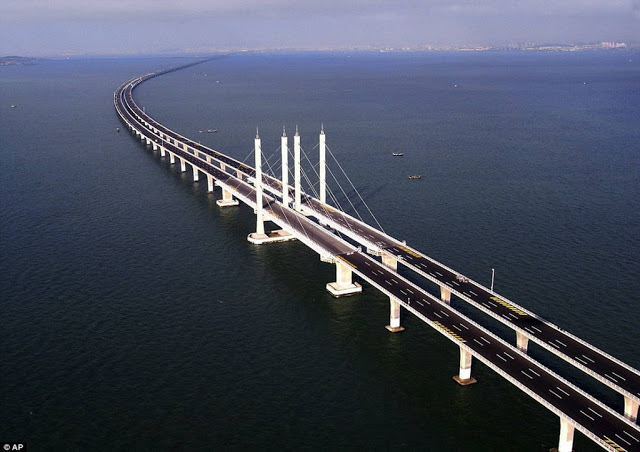
Marele Pod Danyang-Kunshan din China, cel mai lung pod din lume

Lista celor mai lungi poduri din lume prezintă cele mai lungi poduri și viaducte destinate traficului feroviar, rutier și urban.
În secolul XXI, numeroase viaducte au fost construite pentru a servi drept cale de rulare a rețelelor feroviare de mare viteză, autostrăzilor sau sistemelor de tranzit rapid urban și interurban.
Lista cuprinde două secțiuni, prima include structurile finalizate, aflate în operare, iar cea de-a doua le include pe cele aflate în stadiu de construcție sau proiectare. Pentru ambele secțiuni au fost luate în considerare podurile și viaductele care depășesc lungimea de 20.000 m. Ordinea este descrescătoare, în funcție de lungimea structurii.

## Lista celor mai lungi poduri din lume
| Imagine                 | Nume | Lungime (m) | Deschidere maximă (m) | An         | Tip                                   | Țară                    | Observații |
|                         | |             |                       |            |                                       |                         | |
| ----------------------- | --- | ----------- | --------------------- | ---------- | ------------------------------------- | ----------------------- | --- |
|                         | Marele Pod Danyang-Kunshan (în chineză: 丹崑特大橋, transliterat: Dān kūn tèdà qiáo) | 164.851     | 80                    | 2010       | cale ferată de mare viteză            | China                   | Cel mai lung pod din lume, calea ferată de mare viteză Beijing–Shanghai                                          |
|                         | Viaductul Changhua-Kaohsiung (în chineză: 彰化—高雄高架橋, transliterat: Zhānghuà—gāoxióng gāojiàqiáo) | 157.317     | 60                    | 2004       | cale ferată de mare viteză            | Taiwan                  | Cel mai lung pod din lume între 2004 și 2010, calea ferată de mare viteză din Taiwan                             |
|                         | Viaductul Kita–Yaita, Tōhoku Shinkansen (în japoneză 東北新幹線 (矢板～北区間), transliterat: Tōhokushinkansen (Yaita~Kitakukan)) | 114.424     | 80                    | 1982       | cale ferată de mare viteză            | Japonia                 | Calea ferată de mare viteză Tōhoku (Tōhoku Shinkansen)                                                           |
|                         | Viaductul Tianjin (în chineză: 天津特大桥, transliterat: Tiānjīn tèdà qiáo) | 113.690     | 80                    | 2010       | cale ferată de mare viteză            | China                   | Calea ferată de mare viteză Beijing–Shanghai                                                                     |
|                         | Viaductul Cangde (în chineză: 沧德特大桥, transliterat: Cāng dé tèdà qiáo) | 105.881     | 128                   | 2010       | cale ferată de mare viteză            | China                   | Calea ferată de mare viteză Beijing–Shanghai                                                                     |
|                         | Viaductul Jintan-Jiangyin (în chineză: 金坛-江阴特大桥, transliterat: Jīn tán-jiāngyīn tèdà qiáo) | 97.310      | 125                   | 2023       | cale ferată de mare viteză            | China                   | Calea ferată de mare viteză Shanghai-Nanjing Yangtze                                                             |
|                         | Viaductul Jiangyin-Taicang (în chineză: 江阴-太仓特大桥, transliterat: Jiāngyīn-tàicāng tèdà qiáo) | 97.050      | 135                   | 2023       | cale ferată de mare viteză            | China                   | Calea ferată de mare viteză Shanghai-Nanjing Yangtze                                                             |
|                         | Podul noului district Gaoyou-Zhenjiang (în chineză: 高邮-镇江新区特大桥, transliterat: Gāoyóu-zhènjiāng xīnqū tèdà qiáo) | 95.580      | 1.092                 | 2020       | cale ferată de mare viteză            | China                   | Calea ferată de mare viteză Lianzhen                                                                             |
|                         | Podul peste fluviul Huaihe (în chineză: 淮河特大桥, transliterat: Huáihé tèdà qiáo) | 85.379      | 96                    | 2012       | cale ferată de mare viteză            | China                   | Calea ferată de mare viteză Beijing-Shanghai                                                                     |
|                         | Viaductul Weinan Weihe (în chineză: 渭南渭河特大桥, transliterat: Wèinán wèihé tèdà qiáo) | 79.732      | viaduct               | 2008       | cale ferată de mare viteză            | China                   | Calea ferată de mare viteză Zhengzhou–Xi'an                                                                      |
|                         | Podul peste fluviul Weiluo (în chineză: 渭洛河特大桥, transliterat: Wèi luò hé tèdà qiáo) | 71.340      | 64                    | 2014       | cale ferată de mare viteză            | China                   | Calea ferată de mare viteză Daxixi                                                                               |
|                         | Viaductul Suhu (în chineză: 苏湖特大桥, transliterat: Sū hú tèdà qiáo) | 70.434      | 125                   | 2024       | cale ferată de mare viteză            | China                   | Calea ferată de mare viteză Shanghai-Suzhou                                                                      |
|                         | Viaductul Chaobai Xinhe (în chineză: 潮白新河特大桥, transliterat: Cháobái xīn hé tèdà qiáo) | 70.022      | 128                   | 2022       | cale ferată de mare viteză            | China                   | Calea ferată de mare viteză Beijing-Tangshan                                                                     |
|                         | Podul peste fluviul Suihe (în chineză: 濉河特大桥, transliterat: Suī hé tèdà qiáo) | 65.080      | 80                    | 2011       | cale ferată de mare viteză            | China                   | Calea ferată de mare viteză Beijing-Shanghai                                                                     |
|                         | Viaductul Hai'an (în chineză: 海安特大桥, transliterat: Hǎi'ān tèdà qiáo) | 64.670      | 80                    | 2020       | cale ferată de mare viteză            | China                   | Calea ferată de mare viteză Yantong                                                                              |
|                         | Viaductul Beijiao-Zhongshan (în chineză: 海安特大桥, transliterat: Běi jiào zhàn-zhōngshān zhàn gāojiàqiáo) | 61.850      | 220                   | 2012       | cale ferată de mare viteză            | China                   | Calea ferată de mare viteză Guangzhou-Zhuhai                                                                     |
|                         | Viaductul Luozhu (în chineză: 漯驻特大桥, transliterat: Luò zhù tèdà qiáo) | 61.641      | 128                   | 2010       | cale ferată de mare viteză            | China                   | Calea ferată de mare viteză Beijing-Guangzhou                                                                    |
|                         | Viaductul Hangzhou-Shaoxing-Ningbo (în chineză: 杭州至绍兴至宁波高架桥, transliterat: Hángzhōu zhì shàoxīng zhì níngbō gāojiàqiáo) | 60.902      | 190                   | 2022       | autostradă                            | China                   | Cel mai lung pod rutier din lume, Autostrada Hangzhou-Ningbo                                                     |
|                         | Podul Yucheng (în chineză: 虞城特大桥, transliterat: Yú chéng tèdà qiáo) | 59.193      | 72                    | 2016       | cale ferată de mare viteză            | China                   | Calea ferată de mare viteză Xuzhou-Lanzhou                                                                       |
|                         | Podul peste fluviul Yitong (în chineză: 伊通河特大桥, transliterat: Yī tōng hé tèdà qiáo) | 57.982      | 60                    | 2012       | cale ferată de mare viteză            | China                   | Calea ferată de mare viteză Harbin-Dalian                                                                        |
|                         | Podul Zhangzhuang Zhanghe (în chineză: 张庄漳河特大桥, transliterat: Zhāng zhuāng zhāng hé tèdà qiáo) | 57.640      | 64                    | 2012       | cale ferată de mare viteză            | China                   | Calea ferată de mare viteză Beijing-Guangzhou                                                                    |
|                         | Al doilea pod peste râul Songhua (în chineză: 第二松花江特大桥, transliterat: Dì èr sōnghuā jiāng tèdà qiáo) | 57.460      | 80 (x5)               | 2012       | cale ferată de mare viteză            | China                   | Calea ferată de mare viteză Harbin-Dalian                                                                        |
|                         | Drumul expres Burapha Withi (în thailandeză ทางพิเศษบูรพาวิถี, transliterat Thāng phiṣ̄es̄ʹ būrphā wit̄hī) | 55.000      | 42                    | 2000       | autostradă                            | Thailanda               | Cel mai lung pod rutier din lume între 2000 și 2022, cel mai lung pod din lume între 2000 și 2008                |
|                         | Podul Deyu (în chineză: 德禹特大桥, transliterat: Dé yǔ tèdà qiáo) | 54.744      | 64                    | 2010       | cale ferată de mare viteză            | China                   | Calea ferată de mare viteză Beijing-Shanghai                                                                     |
|                         | Marele Pod Weifang (în chineză: 潍坊特大桥, transliterat: Wéifāng tèdà qiáo) | 53.210      | 112                   | 2018       | cale ferată de mare viteză            | China                   | Calea ferată de mare viteză Jinan-Qingdao                                                                        |
|                         | Podul Xuluo (în chineză: 许漯特大桥, transliterat: Xǔ luò tèdà qiáo) | 52.150      | 80                    | 2010       | cale ferată de mare viteză            | China                   | Calea ferată de mare viteză Beijing-Guangzhou                                                                    |
|                         | Podul Fuyang (în chineză: 阜阳特大桥, transliterat: Fùyáng tèdà qiáo) | 51.997      | 120                   | 2020       | cale ferată de mare viteză            | China                   | Calea ferată de mare viteză Shanghehang                                                                          |
|                         | Podul peste fluviul Yongding (în chineză: 永定河特大桥, transliterat: Yǒngdìng hé tèdà qiáo) | 51.890      | 128                   | 2012       | cale ferată de mare viteză            | China                   | Calea ferată de mare viteză Beijing-Guangzhou                                                                    |
|                         | Podul Kailant (în chineză: 开兰特大桥, transliterat: Kāi lán tèdà qiáo) | 51.167      | 160                   | 2015       | cale ferată de mare viteză            | China                   | Calea ferată de mare viteză Xuzhou-Lanzhou                                                                       |
|                         | Podul rutier și feroviar Tongling peste fluviul Yangtze (în chineză: 铜陵长江公铁大桥, transliterat: Tónglíng chángjiāng gōng tiě dàqiáo) | 51.164      | 630                   | 2014       | cale ferată de mare viteză/ șosea     | China                   | Calea ferată de mare viteză Hefei-Fuzhou                                                                         |
|                         | Viaductul Yulin Minghe (în chineză: 榆林洺河特大桥, transliterat: Yúlín míng hé tèdà qiáo) | 50.629      | 80                    | 2012       | cale ferată de mare viteză            | China                   | Calea ferată de mare viteză Beijing-Guangzhou                                                                    |
|                         | Viaductul Gexiang din orașul Yueqing (în chineză: 乐清市－阁巷高架橋, transliterat: Yuèqīng shì-gé xiàng gāojiàqiáo) | 50.610      | 800 (x2)              | 2019       | autostradă                            | China                   | Drumul expres Ningbo-Dongguan                                                                                    |
|                         | Viaductul Joetsu Shinkansen Saitama-Honjo (în japoneză 上越新幹線 埼玉本庄高架橋, transliterat: Jōetsushinkansen Saitama Honjō-kō kakyō) | 49.568      | 50                    | 1982       | cale ferată de mare viteză            | Japonia                 | Calea ferată de mare viteză Joetsu (Joetsu Shinkansen)                                                           |
|                         | Viaductul Gexiang din orașul Yueqing (în chineză: 乐清市－阁巷高架橋, transliterat: Yuèqīng shì-gé xiàng gāojiàqiáo) | 50.610      | 800 (x2)              | 2019       | autostradă                            | China                   | Drumul expres Ningbo-Dongguan                                                                                    |
|                         | Podul Hong Kong–Zhuhai–Macao (în chineză: 港珠澳大橋, transliterat: Gǎng zhū ào dàqiáo) | 49.968      | 458                   | 2018       | autostradă                            | Hong Kong/ China/ Macao | Autostrada de centură a deltei râului Pearl                                                                      |
|                         | Autostrada de centură Ningbo (în chineză: 宁波绕城高速公路, transliterat: Níngbō rào chéng gāosù gōnglù) | 48.833      | 50                    | 2011       | autostradă                            | China                   | Autostrada de centură Ningbo                                                                                     |
|                         | Viaductul Beijing (în chineză: 北京特大桥, transliterat: Běijīng tèdà qiáo) | 48.153      | 108                   | 2010       | cale ferată de mare viteză            | China                   | Calea ferată de mare viteză Beijing-Shanghai                                                                     |
|                         | Viaductul șoselei de centură interioară Shanghai (în chineză: 上海内环线高架桥, transliterat: Shànghǎi nèi huánxiàn gāojiàqiáo) | 47.700      | 602                   | 2009       | șosea                                 | China                   | |
|                         | Viaductul Xieji (în chineză: 谢集特大桥, transliterat: Xiè jí tèdà qiáo) | 47.141      | 80                    | 2015       | cale ferată de mare viteză            | China                   | Calea ferată de mare viteză Xuzhou-Lanzhou                                                                       |
|                         | Autostrada suspendată din Dhaka (în bengaleză ঢাকা এলিভেটেড এক্সপ্রেসওয়ে, transliterat Ḍhākā ēlibhēṭēḍa ēksaprēsa'ōẏē) | 46.730      | viaduct               | 2024       | autostradă                            | Bangladesh              | |
|                         | Viaductul Gara de Vest Shanghai-lacul Yangcheng (în chineză: 上海西站-阳澄湖站高架桥, transliterat: Shànghǎi xī zhàn-yángchénghú zhàn gāojiàqiáo)                                                                                                  | 46.497      | 110                   | 2010       | cale ferată de mare viteză            | China                   | Calea ferată de mare viteză Shanghai-Nanjing                                                                     |
|                         | Podul peste lacul Poyang (în chineză: 鄱阳湖特大桥, transliterat: Póyáng hú tèdà qiáo) | 45.570      | 180                   | 2023       | cale ferată de mare viteză            | China                   | Calea ferată de mare viteză Changjinghuang                                                                       |
|                         | Viaductul Saitama Omiya-Wangan (în japoneză 首都高埼玉大宮線 - 首都高湾岸高架橋, transliterat: Shuto-kō Saitama Ōmiya-sen - shuto-kō wangan-kō kakyō)                                                                                              | 45.470      | 220                   | 2000       | autostradă                            | Japonia                 | Metropolitan Expressway Saitama Omiya Shuto Expressway Bayshore                                                  |
|                         | Podul feroviar peste fluviul Yangtze pe insula Bream (în chineză: 鳊鱼洲长江铁路大桥, transliterat: Biān yú zhōu chángjiāng tiělù dàqiáo) | 44.390      | 672                   | 2022       | cale ferată de mare viteză            | China                   | Calea ferată de mare viteză Hefei-Anqing-Jiujiang                                                                |
|                         | Autostrada suspendată Wugu Yangmei (în chineză: 五股楊梅高架道路, transliterat: Wǔ gǔ yángméi gāojià dàolù) | 44.350      | viaduct               | 2013       | autostradă                            | China                   | Autostrada Zhongshan                                                                                             |
|                         | Secțiunea suspendată a Autostrăzii Guangzhou-Foshan-Zhaoqing (în chineză: 广佛肇高速公路, transliterat: Guǎng fú zhào gāosù gōnglù) | 43.560      | viaduct               | 2021       | autostradă                            | China                   | Autostrada Guangzhou-Foshan-Zhaoqing                                                                             |
|                         | Podul peste râul Changhu-Podul Qiputang (în chineză: 常浒河特大桥-七浦塘特大桥, transliterat: Cháng hǔ hé tèdà qiáo-qīpǔ táng tèdà qiáo) | 43.447      | 90                    | 2020       | cale ferată de mare viteză            | China                   | Calea ferată de mare viteză Shanghai-Nantong                                                                     |
|                         | Podul Canalului Mare (în chineză: 大运河特大桥, transliterat: Dà yùnhé tèdà qiáo) | 43.126      | viaduct               | 2020       | cale ferată de mare viteză            | China                   | Calea ferată de mare viteză Jinan-Zhengzhou                                                                      |
|                         | Viaductul Weihui Weigong (în chineză: 卫辉卫共特大桥, transliterat: Wèi huī wèi gòng tèdà qiáo) | 42.657,82   | 100                   | 2010       | cale ferată de mare viteză            | China                   | Calea ferată de mare viteză Beijing-Guangzhou                                                                    |
|                         | Viaductul Houjie Yongning Nord-Xintang Sud (în chineză: 永宁北-新塘南-厚街高架桥, transliterat: Yǒngníng běi-xīn táng nán-hòu jiē gāojiàqiáo) | 42.290      | 100                   | 2010       | cale ferată de mare viteză            | China                   | Calea ferată de mare viteză Guangzhou-Shenzhen Calea ferată de mare viteză Xinbaigang                            |
|                         | Podul Qingdao-Golful Jiaozhou (în chineză: 青岛胶州湾大桥, transliterat: Qīngdǎo jiāozhōu wān dàqiáo) | 42.229      | 260                   | 2020       | autostradă                            | China                   | Autostrada Shandong                                                                                              |
|                         | Viaductul Honghu (în chineză: 洪湖高架桥, transliterat: Hónghú gāojiàqiáo) | 42.170      | 80                    | 2019       | autostradă                            | China                   | Autostrada Wujian                                                                                                |
|                         | Viaductul Gushen pe autostrada de centură de vest exterioară Zhongshan (în chineză: 中山西部外环高速公路古神公路高架桥, transliterat: Zhōngshān xībù wài huán gāosù gōnglù gǔ shén gōnglù gāojiàqiáo)                                              | 41.715      | 120                   | 2021       | autostradă                            | China                   | Autostrada de centură de vest exterioară Zhongshan                                                               |
|                         | Viaductul Donghai (în chineză: 东海特大桥, transliterat: Dōnghǎi tèdà qiáo) | 41.712      | 72                    | 2020       | cale ferată de mare viteză            | China                   | Calea ferată de mare viteză Xuzhou-Lianyungang                                                                   |
|                         | Viaductul Zhengbian (în chineză: 郑汴特大桥, transliterat: Zhèng biàn tèdà qiáo) | 41.550,77   | viaduct               | 2015       | cale ferată de mare viteză            | China                   | Calea ferată de mare viteză Xuzhou-Lanzhou                                                                       |
|                         | Viaductul Jingde (în chineză: 景德特大桥, transliterat: Jǐng dé tèdà qiáo) | 41.412      | 100                   | 2016       | cale ferată de mare viteză            | China                   | Calea ferată de mare viteză Shijiazhuang-Jinan                                                                   |
|                         | Viaductul Xinxu (în chineză: 新许特大桥, transliterat: Xīn xǔ tèdà qiáo) | 41.209      | 65                    | 2009       | cale ferată de mare viteză            | China                   | Calea ferată de mare viteză Beijing-Guangzhou                                                                    |
|                         | Viaductul Gucheng (în chineză: 古城特大桥, transliterat: Gǔchéng tèdà qiáo) | 40.967      | 64                    | 2020       | cale ferată de mare viteză            | China                   | Calea ferată de mare viteză Shanghehang                                                                          |
|                         | Viaductul șoselei interioare de centură Jakarta (în indoneziană Jalan Tol Lingkar Dalam Jakarta) | 40.890      | viaduct               | 2016       | autostradă                            | Indonezia               | Șoseaua interioară de centură Jakarta                                                                            |
|                         | Viaductul Qingpu (în chineză: 青浦特大桥, transliterat: Qīngpǔ tèdà qiáo) | 40.776      | 80                    | 2023       | cale ferată de mare viteză            | China                   | Calea ferată de mare viteză Shanghai-Suzhou                                                                      |
|                         | Podul Minpu-Viaductul Songjiang (în chineză: 闵浦大桥-松江高架桥, transliterat: Mǐn pǔ dàqiáo-sōngjiāng gāojiàqiáo) | 40.520      | 708                   | 2010       | autostradă                            | China                   | Autostrada Shanghai–Jiaxing–Huzhou                                                                               |
|                         | Viaductul Lianyungang (în chineză: 连云港特大桥, transliterat: Liányúngǎng tèdà qiáo) | 40.035      | 80                    | 2022       | cale ferată de mare viteză            | China                   | Calea ferată de mare viteză Xuzhou-Lianyungang                                                                   |
|                         | Autostrada suspendată de centură exterioară Changzhou (în chineză: 常州外环高架路, transliterat: Chángzhōu wài huán gāojiàlù) | 39.680      | viaduct               | 2010       | autostradă                            | China                   | Autostrada de centură exterioară Changzhou                                                                       |
|                         | Podul peste fluviul Lalin (în chineză: 拉林河特大桥, transliterat: Lā lín hé tèdà qiáo) | 39.541      | 80                    | 2012       | cale ferată de mare viteză            | China                   | Calea ferată de mare viteză Harbin-Dalian                                                                        |
|                         | Viaductul Diaohe (în chineză: 刁河特大桥, transliterat: Diāo hé tèdà qiáo) | 39.322      | 120                   | 2020       | cale ferată de mare viteză            | China                   | Calea ferată de mare viteză Zhengzhou-Chongqing                                                                  |
|                         | Sistemul de autostrăzi suspendate Metro Manila (în engleză Metro Manila Skyway System) | 39.200      | viaduct               | 2021       | autostradă                            | Filipine                | Expressway 2 Asian Highway 26                                                                                    |
|                         | Podul peste fluviul Huánghé (în chineză: 黄河特大桥, transliterat: Huánghé tèdà qiáo) | 39.072      | viaduct               | 2024       | cale ferată de mare viteză            | China                   | Calea ferată de mare viteză Beijing-Xiong'an-Shangqiu                                                            |
|                         | Viaductul Humen-Nanshan (în chineză: 虎门-南山高架桥, transliterat: Hǔmén-nánshān gāojiàqiáo) | 38.820      | 216                   | 2013       | autostradă                            | China                   | Autostrada Guangzhou-Shenzhen Riverside                                                                          |
|                         | Viaductul Huaihong Xinhe (în chineză: 怀洪新河特大桥, transliterat: Huái hóngxīnhé tèdà qiáo) | 38.692      | 160                   | 2023       | cale ferată de mare viteză            | China                   | Calea ferată de mare viteză Hesu                                                                                 |
|                         | Viaductul Linfu (în chineză: 临阜特大桥, transliterat: Lín fù tèdà qiáo) | 38.600      | viaduct               | 2020       | cale ferată de mare viteză            | China                   | Calea ferată de mare viteză Zhengfu                                                                              |
|                         | Viaductul Yancheng (în chineză: 盐城特大桥, transliterat: Yánchéng tèdà qiáo) | 38.570      | 312                   | 2019       | cale ferată de mare viteză            | China                   | Calea ferată de mare viteză Xuzhou-Suzhou-Huaiyang-Yancheng                                                      |
|                         | Secțiunea înălțată a autostrăzii Isewangan (în japoneză 伊勢湾岸自動車道高架区間, transliterat: Isewanganjidōshadō kōka kukan) | 38.497      | 585                   | 2005       | autostradă                            | Japonia                 | Isewangan Jidōshadō                                                                                              |
|                         | Viaductul lacului Pontchartrain (în engleză Lake Pontchartrain Causeway) | 38.442      | viaduct               | 1956, 1969 | șosea                                 | Statele Unite           | Cel mai lung pod continuu peste apă în 1969                                                                      |
|                         | Viaductul dintre stațiile Dinghushan și Yundonghai (în chineză: 鼎湖山站-云东海站高架桥, transliterat: Dǐng húshān zhàn-yún dōnghǎi zhàn gāojiàqiáo)                                                                                               | 38.390      | 140                   | 2016       | cale ferată de mare viteză            | China                   | Calea ferată de mare viteză Guangzhou-Zhaozhou                                                                   |
|                         | Viaductul Sanyo Shinkansen Kobe Nishi (în japoneză 山陽新幹線, transliterat: San'yōshinkansen) | 38.020      | viaduct               | 1964       | cale ferată de mare viteză            | Japonia                 | Calea ferată de mare viteză Sanyo Shinkansen Tōkaidōhonsen                                                       |
|                         | Viaductul Liniei 1 de metrou ușor din Wuhan (în chineză: 武汉轨道交通1号线, transliterat: Wǔhàn guǐdào jiāotōng 1 hào xiàn) | 37.980      | 105                   | 2017       | metrou ușor                           | China                   | Linia 1 de metrou ușor din Wuhan                                                                                 |
|                         | Viaductul liniilor de metrou Fangshan și Yanfang din Beijing (în chineză: 北京地铁房山线-燕房线, transliterat: Běijīng dìtiě fángshān xiàn-yàn fáng xiàn)                                                                                          | 37.740      | viaduct               | 2017       | metrou ușor                           | China                   | Linia de metrou Fangshan Linia de metrou Yanfang                                                                 |
|                         | Viaductul foarte mare din comitatul Xiao (în chineză: 萧县特大桥, transliterat: Xiāo xiàn tèdà qiáo) | 37.615      | 65                    | 2014       | cale ferată de mare viteză            | China                   | Calea ferată de mare viteză Xulan                                                                                |
|                         | Viaductul Strada Hailar - Drumul Jinhai (în chineză: 海拉尔大街-金海路高架桥, transliterat: Hǎilā'ěr dàjiē-jīnhǎi lù gāojiàqiáo) | 37.600      | viaduct               | 2019       | șosea                                 | China                   | |
|                         | Secțiunea înălțată a liniei feroviare Keiyo (în japoneză 京葉線, transliterat: Keiyōsen) | 37.460      | 30                    | 1990       | cale ferată                           | Japonia                 | JR East Keiyo line                                                                                               |
|                         | Viaductul Chiping (în chineză: 茌平特大桥, transliterat: Chí píng tèdà qiáo) | 37.401      | viaduct               | 2023       | cale ferată de mare viteză            | China                   | Calea ferată de mare viteză Jizheng                                                                              |
|                         | Podul peste fluviul Ganjiang (în chineză: 赣江特大桥, transliterat: Gàn jiāng tèdà qiáo) | 37.132      | 196                   | 2015       | cale ferată de mare viteză            | China                   | Calea ferată de mare viteză Jizheng                                                                              |
|                         | Viaductul peste mlaștina Manchac (în engleză Manchac Swamp Bridge) | 36.710      | viaduct               | 1979       | autostradă                            | Statele Unite           | Interstate 55, U.S. Highway 51                                                                                   |
|                         | Pasajul Șeic Mohammed bin Zayed, (în indoneziană Jalan Layang Sheikh Mohammed bin Zayed) | 36.400      | viaduct               | 2019       | autostradă                            | Indonezia               | Autostrada suspendată Jakarta–Cikampek Asian Highway 2                                                           |
|                         | Viaductul Minquan (în chineză: 民权特大桥, transliterat: Mínquán tèdà qiáo) | 36.203      | viaduct               | 2016       | cale ferată de mare viteză            | China                   | Calea ferată de mare viteză Xulan                                                                                |
|                         | Viaductul Xijiang (în chineză: 西江特大桥, transliterat: Xījiāng tèdà qiáo) | 36.140      | 220                   | 2021       | cale ferată                           | China                   | Cale ferată\|Calea ferată]] din portul Nansha                                                                    |
| Fișier:Jaber Bridge.jpg | Secțiunea principală (Subiya) a Podului Șeic Jaber Al-Ahmad Al-Sabah (în arabă جسر الشيخ جابر الأحمد الصباح, transliterat: Jisr alshaykh jabir al'ahmad alsabaah)                                                                                  | 36.140      | viaduct               | 2019       | șosea                                 | Kuweit                  | |
|                         | Viaductul Yangcun (în chineză: 杨村特大桥, transliterat: Yáng cūn tèdà qiáo) | 35.812      | viaduct               | 2007       | cale ferată de mare viteză            | China                   | Calea ferată de mare viteză Beijing-Tianjin                                                                      |
|                         | Viaductul Lianshui (în chineză: 涟水特大桥, transliterat: Lián shuǐ tèdà qiáo) | 35.760      | 120                   | 2018       | cale ferată de mare viteză            | China                   | Calea ferată de mare viteză Lianzhen                                                                             |
|                         | Podul din golful Hangzhou (în chineză: 杭州湾跨海大桥, transliterat: Hángzhōu wān kuà hǎi dàqiáo) | 35.673      | 448                   | 2007       | autostradă                            | China                   | Shenhai Expressway, Hangzhou Bay Ring Expressway                                                                 |
|                         | Podul Runyang de pe autostrada peste fluviul Yangtze (în chineză: 润扬长江公路大桥, transliterat: Rùn yáng chángjiāng gōnglù dàqiáo) | 35.660      | 1490                  | 2005       | autostradă                            | China                   | Runyang Bridge                                                                                                   |
|                         | Viaductul Pizhou (în chineză: 邳州特大桥, transliterat: Pīzhōu tèdà qiáo) | 35.578,9    | 112                   | 2022       | cale ferată de mare viteză            | China                   | Calea ferată de mare viteză Xulian                                                                               |
|                         | Viaductul dintre podul peste râul Yuxi și podul Yijishan peste fluviul Yangtze (în chineză: 裕溪河特大桥-弋矶山长江大桥, transliterat: Yù xī hé tèdàqiáo-yì jī shān chángjiāng dà qiáo)                                                            | 35.520      | 588                   | 2019       | cale ferată de mare viteză            | China                   | Calea ferată de mare viteză Hangzhou                                                                             |
|                         | Viaductul Funingte (în chineză: 阜宁特大桥, transliterat: Fù níng tèdà qiáo) | 35.487      | 128                   | 2018       | cale ferată de mare viteză            | China                   | Calea ferată de mare viteză Xusu Huaiyan                                                                         |
|                         | Podul peste fluviul Qishui (în chineză: 漆水河特大桥, transliterat: Qī shuǐ hé tèdà qiáo) | 35.486,1    | 64                    | 2013       | cale ferată de mare viteză            | China                   | Calea ferată de mare viteză Xulan                                                                                |
|                         | Viaductul dintre a patra centură Zhengzhou și proiectul de dezvoltare a drumului rapid Dahe (în chineză: 郑州四环线及大河路快速化工程, transliterat: Zhèngzhōu sì huánxiàn jí dàhé lù kuàisù huà gōngchéng)                                        | 36.580      | 920                   | 2020       | șosea                                 | China                   | Șoseaua Dahe, Șoseaua de centură a 4-a de est, Șoseaua de centură a 4-a de sud, Șoseaua de centură a 4-a de vest |
|                         | Viaductul Lianjiang (în chineză: 连江特大桥, transliterat: Lián jiāng tèdà qiáo) | 35.300      | 80                    | 2023       | cale ferată de mare viteză            | China                   | Calea ferată de mare viteză Hesu                                                                                 |
|                         | Viaductul Chengdu Xite (în chineză: 成都西特大桥, transliterat: Chéngdū xī tèdà qiáo) | 35.213      | viaduct               | 2019       | cale ferată de mare viteză            | China                   | Calea ferată de mare viteză Chengdu-Puzhou                                                                       |
|                         | Viaductul Qingfeng (în chineză: 清丰特大桥, transliterat: Qīng fēng tèdà qiáo) | 34.898      | viaduct               | 2020       | cale ferată de mare viteză            | China                   | Calea ferată de mare viteză Jizheng                                                                              |
|                         | Viaductul Yuanjiang (în chineză: 沅江特大桥, transliterat: Yuánjiāng tèdà qiáo) | 34.873      | viaduct               | 2022       | cale ferată de mare viteză            | China                   | Calea ferată de mare viteză Changyichang                                                                         |
|                         | Autostrada suspendată Jiamin (în chineză: 嘉闵高架路, transliterat: Jiā mǐn gāojiàlù) | 34.770      | viaduct               | 2018       | autostradă                            | China                   | Autostrada provincială Shanghai 228                                                                              |
|                         | Secțiunea suspendată de pe Linia 1 a metroului din Lima (în spaniolă Metro de Lima y Callao) | 34.600      | viaduct               | 2014       | metrou ușor                           | Peru                    | Metro de Lima y Callao                                                                                           |
|                         | Podul rutier și de cale ferată Zhengzhou Wantan (în chineză: 郑州万滩黄河公铁大桥, transliterat: Zhèngzhōu wàn tān huánghé gōng tiě dàqiáo) | 34.590      | viaduct               | 2021       | cale ferată de mare viteză/autostradă | China                   | Calea ferată de mare viteză Jizheng                                                                              |
|                         | Viaductul Dafengte (în chineză: 大丰特大桥, transliterat: Dà fēng tèdà qiáo) | 34.590      | 80                    | 2021       | cale ferată de mare viteză            | China                   | Calea ferată de mare viteză Yantong                                                                              |
|                         | Viaductul Hengjing (în chineză: 衡景特大桥, transliterat: Héng jǐng tèdà qiáo) | 34.522      | 200                   | 2016       | cale ferată de mare viteză            | China                   | Calea ferată de mare viteză Shiji                                                                                |
|                         | Linia verde a metroului ușor BTS Skytrain Bangkok (în thailandeză รถไฟฟ้าบีทีเอส สายสุขุมวิท, transliterat Rt̄h fị f̂ā bī thī xes̄ s̄āy s̄uk̄humwith) | 34.500      | viaduct               | 2019       | metrou ușor                           | Thailanda               | BTS Skytrain |
|                         | Viaductul Suining (în chineză: 睢宁特大桥, transliterat: Suī níng tèdà qiáo) | 34.467      | 80                    | 2018       | cale ferată de mare viteză            | China                   | Calea ferată de mare viteză Xusu Huaiyan                                                                         |
|                         | Podul peste lacul Jinxi (în chineză: 金溪湖特大桥, transliterat: Jīn xī hú tèdà qiáo) | 34.455      | viaduct               | 2023       | cale ferată de mare viteză            | China                   | Calea ferată de mare viteză Changjinghuang                                                                       |
|                         | Autostrada suspendată Yunxi (în chineză: 运溪高架路, transliterat: Yùn xī gāojiàlù) | 34.400      | viaduct               | 2021       | autostradă                            | China                   | Yuhang East-West Expressway                                                                                      |
|                         | Viaductul Hefei Dongte (în chineză: 合肥东特大桥, transliterat: Héféi dōng tèdà qiáo) | 34.395      | 80                    | 2023       | cale ferată de mare viteză            | China                   | Calea ferată de mare viteză Hesu                                                                                 |
|                         | Podul Dashitai peste autostrada Beijing-Hong Kong-Macao (în chineză: 大寺台跨京港澳高速公路特大桥, transliterat: Dàsì tái kuà jīng gǎng'ào gāosù gōnglù tèdà qiáo)                                                                                 | 34.151,4    | 128                   | 2010       | cale ferată de mare viteză            | China                   | Calea ferată de mare viteză Beijing-Guangzhou                                                                    |
|                         | Viaductul Huanglou-Hongzete (în chineză: 黄楼-洪泽特大桥, transliterat: Huáng lóu-hóng zé tèdà qiáo) | 34.148      | viaduct               | 2023       | cale ferată de mare viteză            | China                   | Calea ferată de mare viteză Ninghuai                                                                             |
|                         | Viaductul Yinghe (în chineză: 颖河特大桥, transliterat: Yǐng hé tèdà qiáo) | 33.530      | 30                    | 2020       | cale ferată de mare viteză            | China                   | Calea ferată de mare viteză Zhengzhou-Chongqing                                                                  |
|                         | Secțiunea de sud a șoselei de centură exterioară Bangkok (în thailandeză ถนนวงแหวนรอบนอกกรุงเทพมหานคร, transliterat T̄hnn wngh̄æwn rxb nxk krungthephmh̄ānkhr)                                                                                         | 33.100      | 500                   | 2006       | autostradă                            | Thailanda               | Thanon Kanchanaphisek                                                                                            |
|                         | A doua șosea de centură suspendată Changchun (în chineză: 长春二环高架, transliterat: Zhǎngchūn èr huán gāojià) | 33.100      | viaduct               | 2012       | autostradă                            | China                   | Changchun Expressway                                                                                             |
|                         | Podul peste canalul principal al proiectului de deviere a apei de la sud la nord (în chineză: 跨南水北调总干渠特大桥, transliterat: Kuà nánshuǐběidiào zǒng gànqú tèdà qiáo)                                                                       | 32.500      | 100                   | 2010       | cale ferată de mare viteză            | China                   | Calea ferată de mare viteză Xu-Lanzhou                                                                           |
|                         | Podul Donghai (în chineză: 東海大橋, transliterat: Dōnghǎi Dàqiáo) | 32.500      | 400                   | 2005       | autostradă                            | China                   | Shanghai Expressway S2                                                                                           |
|                         | Viaductul Yuhang (în chineză: 余杭特大桥, transliterat: Yúháng tèdà qiáo) | 32.487      | viaduct               | 2023       | cale ferată de mare viteză            | China                   | Calea ferată de mare viteză de legătură Hanghuang Huzhou și Hangzhou Vest                                        |
|                         | Autostrada Nanzhong (în chineză: 南中高速公路, transliterat: Nán zhōng gāosù gōnglù) | 32.398      | 390                   | 2024       | autostradă                            | China                   | Nansha-Zhongshan Expressway                                                                                      |
|                         | Linia 4 (verde) a metroului din Mumbai [în hindi लाइन 4 (मुंबई मेट्रो), transliterat: Lain 4 (mumbee metro)] | 32.320      | viaduct               | 2025       | metrou ușor                           | India                   | Mumbai Metro |
|                         | Viaductul Hokuriku Shinkansen Toyama (în japoneză 北陸新幹線 富山高架橋, transliterat: Hokuriku shinkansen Toyama-kō kakyō) | 32.080      | 80                    | 2015       | cale ferată de mare viteză            | Japonia                 | Calea ferată de mare viteză Hokuriku Shinkansen                                                                  |
|                         | Viaductul Yuhang (în chineză: 余杭特大桥, transliterat: Yúháng tèdà qiáo) | 32.487      | viaduct               | 2023       | cale ferată de mare viteză            | China                   | Calea ferată de mare viteză de legătură Hanghuang Huzhou și Hangzhou Vest                                        |
|                         | Podul feroviar Xinshi (în chineză: 新石铁路特大桥, transliterat: Xīn shí tiělù tèdà qiáo) | 32.048,5    | 196                   | 2023       | cale ferată de mare viteză            | China                   | Calea ferată de mare viteză Rilan                                                                                |
|                         | Viaductul liniei 14 de metrou Guangzhou (în chineză: 广州地铁14号线高架桥, transliterat: Guǎngzhōu dìtiě 14 hào xiàn gāojiàqiáo) | 32.000      | viaduct               | 2018       | metrou ușor                           | China                   | Linia 14 de metrou Guangzhou                                                                                     |
|                         | Autostrada suspendată Uttaraphimuk către aeroportul Don Mueang Bangkok (în thailandeză ทางยกระดับอุตราภิมุข, transliterat Thāng yk radạb xu trā p̣hi muk̄h)                                                                                              | 31.820      | 30                    | 2012       | autostradă                            | Thailanda               | Autostrada Națională nr. 31 Autostrada nr. 5                                                                     |
|                         | Viaductul Beichen (în chineză: 北辰特大桥, transliterat: Běichén tèdà qiáo) | 31.740      | 125                   | 2022       | cale ferată de mare viteză            | China                   | Calea ferată de mare viteză Beijing-Binhin                                                                       |
|                         | Viaductul cu șine duble Hongze-Jinhu (în chineză: 洪泽-金湖双线特大桥, transliterat: Hóng zé-jīn hú shuāng xiàn tèdà qiáo) | 31.722      | viaduct               | 2023       | cale ferată de mare viteză            | China                   | Calea ferată de mare viteză Ninghuai                                                                             |
|                         | Marele Pod Weiyuan (în chineză: 卫运河特大桥, transliterat: Wèi yùnhé tèdà qiáo) | 31.703      | viaduct               | 2024       | cale ferată de mare viteză            | China                   | Calea ferată de mare viteză Beijing-Xiongan-Shanghai                                                             |
|                         | Linia Metropolitan Expressway Kawaguchi (în japoneză 首都高速川口線, transliterat: Shutokōzoku Kawaguchi-sen) | 31.660      | viaduct               | 1987       | autostradă                            | Japonia                 | Linia Metropolitan Expressway Kawaguchi                                                                          |
|                         | Linia violet a metroului din Delhi [în hindi बैंगनी लाइन (दिल्ली मेट्रो), transliterat: Bainganee lain (Dillee metro)] | 31.660      | viaduct               | 2016       | metrou ușor                           | India                   | Delhi Metro |
|                         | Podul peste fluviul Xuhong (în chineză: 徐洪河特大桥, transliterat: Xúhónghé tèdà qiáo) | 31.522      | 200                   | 2018       | cale ferată de mare viteză            | China                   | Calea ferată de mare viteză Xu-Su-Huai-Yan                                                                       |
|                         | Viaductul Zaronte (în chineză: 扎龙特大桥, transliterat: Zhā lóng tèdà qiáo) | 31.515,64   | 64                    | 2013       | cale ferată de mare viteză            | China                   | Calea ferată de mare viteză Haqi                                                                                 |
|                         | Podul peste râul Qingyi (în chineză: 青弋江特大桥, transliterat: Qīng yì jiāng tèdà qiáo) | 31.456      | 125                   | 2017       | cale ferată de mare viteză            | China                   | Calea ferată de mare viteză Anhui-Jiangxi                                                                        |
|                         | Secțiunea suspendată a celui de-al treilea inel de centură Hohhot (în chineză: 呼和浩特三环快速路高架段, transliterat: Hūhéhàotè sān huán kuàisù lù gāojià duàn)                                                                                   | 31.300      | viaduct               | 2019       | autostradă                            | China                   | |
|                         | Viaductul Jishang (în chineză: 济商特大桥, transliterat: Jì shāng tèdà qiáo) | 31.293      | 144                   | 2024       | cale ferată de mare viteză            | China                   | Calea ferată de mare viteză Jibin                                                                                |
|                         | Autostrada suspendată Shanghai Central-Huaxia (în chineză: 上海中环-华夏高架路, transliterat: Shànghǎi zhōnghuán-huáxià gāojiàlù) | 31.200      | viaduct               | 2009       | autostradă                            | China                   | |
|                         | Viaductul Gaoxin (în chineză: 藁辛特大桥, transliterat: Gǎo xīn tèdà qiáo) | 31.100      | 48                    | 2015       | cale ferată de mare viteză            | China                   | Calea ferată de mare viteză Shiji                                                                                |
|                         | Viaductul Puyang (în chineză: 濮阳特大桥, transliterat: Púyáng tèdà qiáo) | 31.015      | viaduct               | 2020       | cale ferată de mare viteză            | China                   | Calea ferată de mare viteză Jizheng                                                                              |
|                         | Secțiunea suspendată Ichinomiya (Linia 16) - Tokai (Liniile 6, 4) a autostrăzii Nagoya (în japoneză 名古屋高速道路16号一宫线-6号线-4号东海线高架路, transliterat: Mínggǔwū gāosù dàolù 16 hào yī gōng xiàn-6 hào xiàn-4 hào dōnghǎi xiàn gāojiàlù) | 30.910      | viaduct               | 2011       | autostradă                            | Japonia                 | Nagoya Urban Expressway 16 Nagoya Urban Expressway 6 Nagoya Urban Expressway 4                                   |
|                         | Viaductul Yingshang (în chineză: 颍上特大桥, transliterat: Yǐng shàng tèdà qiáo) | 30.264      | 80                    | 2020       | cale ferată de mare viteză            | China                   | Calea ferată de mare viteză Shanghe-Hangzhou                                                                     |
|                         | Secțiunea suspendată a inelului de centură Ciudad de Mexico (în spaniolă Anillo Periférico) | 30.150      | viaduct               | 2006       | autostradă                            | Mexic                   | Anillo Periférico                                                                                                |
|                         | Podul Sultan Haji Omar Ali Saifuddien (în malaieză Jambatan Sultan Haji Omar 'Ali Saifuddien) | 30.000      | 260                   | 2020       | șosea                                 | Brunei                  | Brunei Muara-Temburong                                                                                           |

## Lista celor mai lungi poduri din lume aflate în construcție
| Imagine | Nume | Lungime (m) | Deschidere maximă (m) | An   | Utilizare                  | Țară     |
|         | |             |                       |      |                            |          |
| ------- | --- | ----------- | --------------------- | ---- | -------------------------- | -------- |
|         | Coridorul feroviar de mare viteză Mumbai – Ahmedabad (în hindi मुंबई-अहमदाबाद हाई-स्पीड रेल कॉरिडोर, transliterat: Mumbee-Ahamadaabaad haee-speed rel koridor) | 353.100     | viaduct               | 2028 | cale ferată de mare viteză | India    |
|         | Drumul expres de sud-est Metro Manila (în filipineză Southeast Metro Manila Expressway)                                                             | 32.664      | viaduct               |      | autostradă                 | Filipine |
|         | Podul de legătură Bataan–Cavite (în filipineză Bataan–Cavite Interlink Bridge)                                                                      | 32.150      | 900                   | 2029 | șosea                      | Filipine |